# Список 33 найкращих футболістів сезону в СРСР
Список найкращих футболістів сезону в СРСР складався за підсумками футбольного сезону (чемпіонату) в СРСР із 1926 року нерегулярно, а з 1948 року — щорічно (крім 1954 року). З 1930 року список являв собою (за винятком 1938, 1953 й 1967 років) три символічних склади з футболістів (№ 1, № 2 й № 3), розподілених по ігрових позиціях з урахуванням розстановки гравців, прийнятої в ті роки.
У 1988 році вийшов довідник-календар «Зірки радянського футболу, 1918—1987» під авторством ленінградського історика футболу Ю. С. Лукашина. Як у ньому сказано, «ще на початку 60-х років в автора виникла ідея скласти подібні списки 33 найкращих за всі роки радянського футболу, тобто за відсутній період (1918—1932, 1934—1937, 1949, 1952—1955). Аналізувалися оцінки в спортивній пресі того часу, були опитані багато хто з учасників й очевидців подій на футбольних полях — футболісти, тренери, журналісти.» Ці ретроспективні списки й наведені у виданні.

## Історія створення
У 1926 році список був опублікований редакцією газети «Червоний спорт» 31 жовтня за результатами опитування 545 читачів напередодні матчів, що передбачалися, збірної СРСР із командами Швеції й Туреччини. Список був складений за прийнятою в той час схемою 1+2+3+5: воротарі — М. Соколов (Л) — 524 голос, а також Савинцев (Л) — 7, Леонов (М) — 4; захисники — Єжов (Л) — 351, Пчеликов (М) — 319, а також В. Лапшин (М) — 189; півзахисники — Батирьов (Л) — 388, Селін (М) — 402, Привалов (Х) — 473, а також П. Філіппов (Л) — 219, Нікішин (М) — 124; нападаючі — П. Григор'єв (Л) — 334, М. Бутусов (Л) — 511, Ісаков (М) — 467, Канунніков (М) — 326, Прокоф'єв (М) — 220, а також Штрауб (О) — 173, Шпаковський (Х) — 202, Холін (М) — 121; див. скорочення1).
Потім редакція журналу «Фізкультура й спорт» за підсумками сезонів 1928 й 1930 років визначила відповідно 44 й 33 найкращих футболістів СРСР. Уперше офіційний список був затверджений (ВРФК при РНК СРСР) за підсумками сезону 1933 року. Надалі список складали виконавчі органи Секції й Федерації футболу СРСР.
У 1938 році за підсумками чемпіонату країни серед команд спортивних товариств і відомств був складений і затверджений Секцією футболу СРСР список «55 найкращих футболістів країни», у нього ввійшли по п'ять представників на кожній позиції.

Наступний список найкращих футболістів СРСР був затверджений у 1948 році й складався з 33 гравців, після чого списки «33 найкращих футболістів СРСР» вчасно публікувалися в пресі за підсумками сезонів 1948, 1950, 1956, 1957, 1959—1991 років. Списки 1949, 1951, 1952, 1955, 1958 років були складені тренерською радою, але не затверджувалися президією Секції футболу СРСР. У 1953 році був затверджений, але не опублікований список найсильніших і перспективних гравців СРСР за підсумками сезону 1953 року. У список, що був виявлений Акселем Вартаняном у Державному архіві Російської Федерації, увійшло тільки 25 футболістів, причому на позиції правого півзахисника значилося 4 гравці. У 1954 році список не складався. У 1967 році список складений по ланках і за абеткою  (без нумерації).
У довоєнні списки ввійшли 122 гравці. З 1948 року в 42 списки «33-х найкращих» були включені 494 гравці (на 1386 позицій), що представляли 29 клубів. Найчастіше включалися гравці київського «Динамо» (253 рази) і московського «Спартака» (226). Рекордсменами серед футболістів є Лев Яшин і Олег Блохін — вони 16 і 15 разів входили у список найкращих.
15 футболістів (С. Горлукович, І. Добровольський, А. Кобелєв, С. Колотовкін, Ю. Никифоров, Дм. Попов, А. Пятницкий, Д. Радченко, Р. Рахімов, О. Тетрадзе, С. Фокін, Д. Харін, А. Чернишов, С. Черчесов, В. Шмаров) включалися згодом і в списки 33 найкращих футболістів чемпіонатів Росії.

## Таблиці

### Найкращі гравці сезону в 1928, 1930, 1933 й 1938 роках
| Рік  | № | Воротарі         | Праві захисники    | Ліві захисники    | Праві півзахисники | Центральні півзахисники | Ліві півзахисники | Праві крайні     | Праві напівсередні | Центральні нападники  | Ліві напівсередні    | Ліві крайні         |
| ---- | - | ---------------- | ------------------ | ----------------- | ------------------ | ----------------------- | ----------------- | ---------------- | ------------------ | --------------------- | -------------------- | ------------------- |
| 1928 | 1 | М. Соколов (Л)   | Рущинський (М)     | Фокін(?) (Х)      | П. Філіппов (Л)    | Селін (М)               | Столяров (М)      | П. Григор'єв (Л) | Бутусов (Л)        | Ісаков (М)            | Вол. Блінков (М)     | Холін (М)           |
| 1928 | 2 | Леонов (М)       | А. Корнілов (Л)    | Єжов (Л)          | Єгоров (М)         | Батирьов (Л)            | Леута (М)         | М. Старостін (М) | С. Іванов (М)      | К. Блінков (М)        | Канунніков (М)       | Кусков (Л)          |
| 1928 | 3 | Савинцев (Л)     | Карпенко (М)       | О. Старостін (М)  | Ленчиков (М)       | В. В. Фомін (Х)         | Привалов (Х)      | Ол-й Макаров (М) | Шпаковський (Х)    | Г. Іванов (Л)         | Алфьоров (Х)         | Печений (Мик)       |
| 1928 | 4 | І. Філіппов (М)  | Кладько (Х)        | Тетерін (М)       | Семеко(?) (Х)      | Воног (Л)               | Нікішин (М)       | Т. Григор'єв (М) | Троїцький (М)      | Г. Архангельський (Л) | Б. Шелагін (Л)       | Шапошников (М)      |
| 1930 | 1 | М. Соколов (Л)   | О. Старостін (М)   | Пчеликов (М)      | Егоров (М)         | В. В. Фомін (Х)         | Привалов (Х)      | П. Григор'єв (Л) | Штрауб (О)         | Бутусов (Л)           | Павлов (М)           | Прокоф'єв (М)       |
| 1930 | 2 | І. Філіппов (М)  | Кладько (Х)        | К. Фомін (Х)      | М. Фомін (Х)       | Батирьов (Л)            | Нікішин (М)       | М. Старостін (М) | Шпаковський (Х)    | С. Іванов (М)         | Єлисєєв (М)          | С. Ільїн (М)        |
| 1930 | 3 | Савинцев (Л)     | Рущинський (М)     | А. Корнілов (Л)   | П. Попов (Л)       | А. Старостін (М)        | Леута (М)         | Гичкін (Мик)     | Малхасов (К)       | Кураба (Р)            | Б. Шелагін (Л)       | Печений (К)         |
| 1933 | 1 | Бабкін (Х)       | О. Старостін (М)   | К. Фомін (Х)      | М. Фомін (Х)       | А. Старостін (М)        | Привалов (Х)      | М. Старостін (М) | Вас. Смирнов (М)   | С. Іванов (М)         | О. Лапшин (М)        | С. Ільїн (М)        |
| 1933 | 2 | Ідзковський (К)  | Кирилов (Х)        | Тетерін (М)       | Дубінін (М)        | Селін (М)               | Столяров (М)      | Гончаренко (І)   | П. Дементьєв (Л)   | Щегоцький (К)         | Павлов (М)           | Прокоф'єв (К)       |
| 1933 | 3 | Дорохов (І)      | Сентябрьов (І)     | Єжов (Л)          | Аникін (І)         | Жорданія (І)            | Леута (М)         | Малхасов (І)     | Лайко (Дн)         | Єлисєєв (Л)           | Паровишніков (Х)     | Кусков (Л)          |
| 1938 | 1 | Акімов (ДМ)      | Лясковський (Ц)    | Вас. Соколов (СМ) | О. Лапшин (ДМ)     | А. Старостін (СМ)       | Єлисєєв (ДМ)      | Джеджелава (ДТб) | Якушин (ДМ)        | Вік. Семенов (СМ)     | М. Дементьєв (ДЛ)    | Г. Федотов (Ц)      |
| 1938 | 2 | Трусевич (ДК)    | Табачковський (ДО) | Волін (ДО)        | С. Артем'єв (СМ)   | Ліфшиць (ДК)            | Кузьменко (ДК)    | Семичастний (ДМ) | Шиловський (ДК)    | Алов (ДЛ)             | Ол-й Соколов (СМ)    | С. Ільїн (ДМ)       |
| 1938 | 3 | Жмельков (СМ)    | М. Родіонов (ММ)   | Карелін (Стм)     | Гребер (ДК)        | Кочетков (ТМ)           | О. Федоров (ДЛ)   | Кірєєв (Ц)       | В. Степанов (СМ)   | Лайко (ДК)            | Комаров (ДК)         | П. Корнілов (ДК/СМ) |
| 1938 | 4 | Іконников (Темп) | Махиня (ДК)        | П. Кисельов (ДЛ)  | Мошкаркін (ЛМ)     | Малінін (Ц)             | М. Ільїн (ЛМ)     | Сазонов (ДЛ)     | К. Рязанцев (ТМ)   | Капелькін (ММ)        | Ол-й Пономарьов (ДМ) | Биків (ДЛ)          |
| 1938 | 5 | Назаретов (КРМ)  | М. Денисов (ДЛ)    | Бікезін (Стх)     | Вік. Маслов (ТМ)   | Орешкін (Е)             | Нифонтов (Темп)   | Балаба (Стх)     | Зайцев (ММ)        | Пайчадзе (ДТб)        | В. Бережний (ДТб)    | Папков (ММ)         |

1Скорочення, що використані вище:
- Дн — Дніпропетровськ
- ДО — «Динамо» (Одеса); тепер «Чорноморець»
- І — Іваново
- К — Київ
- КРМ — «Крила Рад» (Москва)
- Л — Ленінград
- М — Москва
- ММ — «Металург» (Москва); тепер «Серп і Молот»
- Мик — Миколаїв
- О — Одеса
- Р — Ростов-на-Дону
- СтМ — «Сталінець» (Москва)
- Стх — «Стахановець» (Сталіно); тепер «Шахтар» Донецьк
- Х — Харків
- Е — «Електрик» (Ленінград).

### 33 найкращі гравці сезону з 1948 року
| Рік          | №                 | Воротарі            | Польові гравці     | Польові гравці     | Польові гравці      | Польові гравці                  | Польові гравці        | Польові гравці       | Польові гравці      | Польові гравці        | Польові гравці     | Польові гравці     |
| ------------ | ----------------- | ------------------- | ------------------ | ------------------ | ------------------- | ------------------------------- | --------------------- | -------------------- | ------------------- | --------------------- | ------------------ | ------------------ |
| 1948         | 1                 | Акімов (ТМ)         | Чистохвалов (Ц)    | Кочетков (Ц)       | Нирков (Ц)          | Вс. Блінков (ДМ)                | В. Соловйов (Ц)       | Трофімов (ДМ)        | Ніколаєв (Ц)        | Ол-др Пономарьов (ТМ) | Бобрів (Ц)         | Дьомін (Ц)         |
| 1948         | 2                 | Никаноров (Ц)       | О. С. Петров (ДМ)  | Л. Соловйов (ДМ)   | Гомес (ТМ)          | Водягін (Ц)                     | Малявкін (ДМ)         | Грінін (Ц)           | Карцев (ДМ)         | С. Соловйов (ДМ)      | Бєсков (ДМ)        | Сальников (СМ)     |
| 1948         | 3                 | Хомич (ДМ)          | Холодков (СМ)      | Дзяпшипа (ДТб)     | Сарджвеладзе (ДТб)  | Тимаков (СМ)                    | К. Рязанцев (СМ)      | Конов (СМ)           | Марютін (З)         | Г. Федотов (Ц)        | М. Дементьєв (СМ)  | Оботов (ЛМ)        |
| 1949         | 1                 | Акімов (ВПС)        | Чистохвалов (Ц)    | Л. Соловйов (ДМ)   | Сєдов (СМ)          | Вс. Блінков (ДМ)                | К. Рязанцев (СМ)      | Грінін (Ц)           | Ніколаєв (Ц)        | Симонян (СМ)          | Бєсков (ДМ)        | Сальников (СМ)     |
| 1949         | 2                 | Хомич (ДМ)          | Метельський (ВПС)  | Крижевський (ВПС)  | П. Іванов (ДМ)      | Тимаков (СМ)                    | Малявкін (ДМ)         | Трофімов (ДМ)        | Конов (ДМ)          | Ол-др Пономарьов (ТМ) | М. Дементьєв (СМ)  | Дьомін (Ц)         |
| 1949         | 3                 | Л. Іванов (З)       | Бадін (ТСт)        | Дзяпшипа (ДТб)     | Гомес (ТМ)          | Соломатін (ТМ)                  | М. Родін (Ц)          | Парамонов (СМ)       | Марютін (З)         | Савдунін (ДМ)         | Бобров (ВПС)       | Борзенко (ЛХ)      |
| 1950         | 1                 | Л. Іванов (З)       | Чистохвалов (Ц)    | Башашкін (Ц)       | Сєдов (СМ)          | Водягін (Ц)                     | Нетто (СМ)            | Трофімов (ДМ)        | Ніколаєв (Ц)        | Бєсков (ДМ)           | М. Дементьєв (СМ)  | С.Соловйов (ДМ)    |
| 1950         | 2                 | Саная (ДМ)          | Метельський (ВПС)  | Вас. Соколов (СМ)  | Нирков (Ц)          | Тимаков (СМ)                    | О. Т. Петров (Ц)      | Грінін (Ц)           | Марютін (З)         | Симонян (СМ)          | Гогоберідзе (ДТб)  | Дьомін (Ц)         |
| 1950         | 3                 | Марганія (ДТб)      | Скорохов (КС)      | Крижевський (ВПС)  | Гомес (ТМ)          | Соломатін (ТМ)                  | Ол-р Соколов (ДМ)     | Парамонов (СМ)       | Шувалов (ВПС)       | Гулевський (КС)       | Сальников (ДМ)     | В. Т. Фомін (Ш)    |
| 1951         | 1                 | Л. Іванов (З)       | Чистохвалов (Ц)    | Башашкін (Ц)       | Нирков (Ц)          | Водягін (Ц)                     | О. Т. Петров (Ц)      | Грінін (Ц)           | Ніколаєв (Ц)        | Гулевський (КС)       | Гогоберідзе (ДТб)  | Дьомін (Ц)         |
| 1951         | 2                 | Никаноров (Ц)       | Метельський (ВПС)  | Крижевський (ВПС)  | Гомес (ТМ)          | Тимаков (СМ)                    | Нетто (СМ)            | Трофімов (ДМ)        | Марютін (З)         | Ол-др Пономарьов (Ш)  | Сальников (ДМ)     | О. Іванов (З)      |
| 1951         | 3                 | Марганія (ДТб)      | Дегтярьов (Ш)      | Дзяпшипа (ДТб)     | Сєдов (СМ)          | Алпатов (Ш)                     | Антадзе (ДТб)         | Джоджуа (ДТб)        | Ворошилов (КС)      | Симонян (СМ)          | В. Соловйов (Ц)    | Борзенко (ЛХ)      |
| 1952         | 1                 | Л. Іванов (З)       | Віт. Голубєв (ДК)  | Гомес (ТМ)         | П. Тищенко (ДК)     | Тімаков (СМ)                    | Нетто (СМ)            | А. М. Ільїн (СМ)     | Марютін (З)         | Зазроєв (ДК)          | Терентьєв (СМ)     | Ємишев (СМ)        |
| 1952         | 2                 | В. Корнілов (КС)    | М. Тищенко (СМ)    | Дзяпшипа (ДТб)     | Нирков (Кмк)        | Юст (ДК)                        | Михалина (ДК)         | Трофімов (ДМ)        | Ніколаєв (КмК)      | Бобров (ВПС)          | Гогоберідзе (ДТб)  | О. Іванов (З)      |
| 1952         | 3                 | Саная (ДМ)          | Васильєв (КС)      | Забєлін (ЛМ)       | Савдунін (ДМ)       | Антадзе (ДТб)                   | В. С. Фомін (КмК)     | Парамонов (СМ)       | Ворошилов (КС)      | Симонян (СМ)          | А. О. Ільїн (КмК)  | Чкуаселі (ДТб)     |
| 1953         | 1                 | Л. Іванов (З)       | —                  | Крижевський (ДМ)   | Сєдов (СМ)          | Байков (ДМ)                     | Нетто (СМ)            | Татушин (СМ)         | Марютін (З)         | Симонян (СМ)          | Сальников (ДМ)     | А. М. Ільїн (СМ)   |
| 1953         | 2                 | Яшин (ДМ)           | —                  | Башашкін (СМ)      | Б. Д. Кузнецов (ДМ) | Карпов (ЗК)                     | Савдунін (ДМ)         | А. О. Ільїн (ТМ)     | Вал. Іванов (ТМ)    | Гулевський (ЗК)       | Гогоберідзе (ДТб)  | О. Іванов (З)      |
| 1953         | 3                 | Марганія (ДТб)      | М. Тищенко (СМ)    | Мар'єнко (ТМ)      | —                   | Паршин (СМ) 4. А. Ларіонов (ДК) | Войнов (З)            | —                    | —                   | —                     | —                  | —                  |
| 1953         | 1                 | Л. Іванов (З)       | М. Тищенко (СМ)    | Башашкін (СМ)      | Сєдов (СМ)          | Войнов (З)                      | Нетто (СМ)            | Татушин (СМ)         | Ворошилов (ЗК)      | Симонян (СМ)          | Гогоберідзе (ДТб)  | А. М. Ільїн (СМ)   |
| 1953         | 2                 | Марганія (ДТб)      | Елошвілі (ДТб)     | Крижевський (ДМ)   | Б. Д. Кузнецов (ДМ) | Паршин (СМ)                     | Савдунін (ДМ)         | Вацкевич (ТМ)        | Парамонов (СМ)      | Гулевський (ЗК)       | Сальников (ДМ)     | О. Іванов (З)      |
| 1953         | 3                 | Яшин (ДМ)           | А. Родіонов (ДМ)   | Віт. Голубєв (ДК)  | Гомес (ТМ)          | Карпов (ЗК)                     | Антадзе (ДТб)         | Коршунов (ДМ)        | Марютін (З)         | Калоєв (ДТб)          | М. Дементьєв (СМ)  | Чкуаселі (ДТб)     |
| 1954         | 1                 | Яшин (ДМ)           | М. Тищенко (СМ)    | Башашкін (Ц)       | Сєдов (СМ)          | Парамонов (СМ)                  | Нетто (СМ)            | Татушин (СМ)         | Гогоберідзе (ДТб)   | Симонян (СМ)          | Сальников (ДМ)     | А. М. Ільїн (СМ)   |
| 1954         | 2                 | Л. Іванов (З)       | А. Родіонов (ДМ)   | Крижевський (ДМ)   | Б. Д. Кузнецов (ДМ) | Войнов (З)                      | Антадзе (ДТб)         | Шабров (ДМ)          | Ісаєв (СМ)          | Зазроєв (ДК)          | М. Дементьєв (СМ)  | Рижкін (ДМ)        |
| 1954         | 3                 | Олег Макаров (ДК)   | Порхунов (Ц)       | Віт. Голубєв (ДК)  | Огоньков (СМ)       | Байков (ДМ)                     | Савдунін (ДМ)         | Сочнєв (ТР)          | Вал. Іванов (ТМ)    | Мамедов (ДМ)          | В. Ільїн (ДМ)      | В. Т. Фомін (ДК)   |
| 1955         | 1                 | Яшин (ДМ)           | Порхунов (Ц)       | Башашкін (Ц)       | Огоньков (СМ)       | Парамонов (СМ)                  | Нетто (СМ)            | Татушин (СМ)         | Вал. Іванов (ТМ)    | Стрєльцов (ТМ)        | Сальников (СМ)     | А. М. Ільїн (СМ)   |
| 1955         | 2                 | Разинський (Ц)      | А. Родіонов (ДМ)   | Крижевський (ДМ)   | Перевалов (Ц)       | Беца (Ц)                        | О. Т. Петров (Ц)      | Шабров (ДМ)          | Федосов (ДМ)        | Паршин (СМ)           | Гогоберідзе (ДТб)  | Рижкін (ДМ)        |
| 1955         | 3                 | Олег Макаров (ДК)   | Рогов (ЛМ)         | Масльонкін (СМ)    | Б. Д. Кузнецов (ДМ) | В. Артем'єв (ЛМ)                | Думанський (Ш)        | Агапов (Ц)           | Ісаєв (СМ)          | Ю. Кузнецов (ДМ)      | Коман (ДК)         | Арбутов (ТМ)       |
| 1956         | 1                 | Яшин (ДМ)           | М. Тищенко (СМ)    | Башашкін (Ц)       | Огоньков (СМ)       | Парамонов (СМ)                  | Нетто (СМ)            | Татушин (СМ)         | Ісаєв (СМ)          | Стрєльцов (ТМ)        | Сальников (СМ)     | А. М. Ільїн (СМ)   |
| 1956         | 2                 | Разинський (Ц)      | Порхунов (Ц)       | Крижевський (ДМ)   | Б. Д. Кузнецов (ДМ) | Беца (Ц)                        | О. Т. Петров (Ц)      | Хасая (ДТб)          | Вал. Іванов (ТМ)    | Симонян (СМ)          | Ю. Бєляєв (Ц)      | Рижкін (ДМ)        |
| 1956         | 3                 | Івакін (Ц)          | Елошвілі (ДТб)     | Масльонкін (СМ)    | Перевалов (Ц)       | В. Артем'єв (ЛМ)                | Гогоберідзе (ДТб)     | Апухтін (ЛМ)         | Бубукін (ЛМ)        | А. Мамедов (ДМ)       | Коман (ДК)         | Ковальов (ЛМ)      |
| 1957         | 1                 | Яшин (ДМ)           | Огоньков (СМ)      | Кесарєв (ДМ)       | Б. Д. Кузнецов (ДМ) | Войнов (ДК)                     | Нетто (СМ)            | Татушин (СМ)         | Вал. Іванов (ТМ)    | Стрєльцов (ТМ)        | Федосов (ДМ)       | А. М. Ільїн (СМ)   |
| 1957         | 2                 | В. Бєляєв (ДМ)      | Рогов (ЛМ)         | Крижевський (ДМ)   | Островський (ТМ)    | Ковальов (ЛМ)                   | Царьов (ДМ)           | Метревелі (ТМ)       | Ісаєв (СМ)          | Симонян (СМ)          | Коман (ДК)         | Рижкін (ДМ)        |
| 1957         | 3                 | Маслаченко (ЛМ)     | Елошвілі (ДТб)     | Масльонкін (СМ)    | Крутиков (Ц)        | Парамонов (СМ)                  | О. Т. Петров (Ц)      | Апухтін (Ц)          | Мамикін (ДМ)        | А. Мамедов (ДМ)       | Сальников (СМ)     | В. Т. Фомін (ДК)   |
| 1958         | 1                 | Яшин (ДМ)           | Кесарєв (ДМ)       | Масльонкін (СМ)    | Б. Д. Кузнецов (ДМ) | Войнов (ДК)                     | Нетто (СМ)            | Метревелі (ТМ)       | Вал. Іванов (ТМ)    | Каневський (ДК)       | Ворошилов (ЛМ)     | А. М. Ільїн (СМ)   |
| 1958         | 2                 | В. Бєляєв (ДМ)      | Щербаков (Ц)       | Крижевський (ДМ)   | Солдатов (СМ)       | Чистяков (СМ)                   | Царьов (ДМ)           | Редкін (КС)          | Мозер (СМ)          | Симонян (СМ)          | Гусаров (ТМ)       | Шаповалов (ДМ)     |
| 1958         | 3                 | Маслаченко (ЛМ)     | Альошин (Ц)        | Єрмолаєв (Ц)       | Багрич (Ц)          | Ол-р Соколов (ДМ)               | Ковальов (ЛМ)         | Урін (ДМ)            | Цинклер (Мол)       | А. Мамедов (ДМ)       | Сальников (СМ)     | Месхі (ДТб)        |
| 1959         | 1                 | Яшин (ДМ)           | Кесарєв (ДМ)       | Масльонкін (СМ)    | Б. Д. Кузнецов (ДМ) | Войнов (ДК)                     | Нетто (СМ)            | Метревелі (ТМ)       | Вал. Іванов (ТМ)    | Ю. Кузнецов (ДМ)      | Бубукін (ЛМ)       | Месхі (ДТб)        |
| 1959         | 2                 | Маслаченко (ЛМ)     | Солдатов (СМ)      | Крижевський (ДМ)   | Багрич (Ц)          | Ол-р Соколов (ДМ)               | Царьов (ДМ)           | Урін (ДМ)            | Ісаєв (СМ)          | Калоєв (ДТб)          | Гогоберідзе (ДТб)  | А. М. Ільїн (СМ)   |
| 1959         | 3                 | Разинський (Ц)      | Медакін (ТМ)       | В. Шустиков (ТМ)   | Крутиков (СМ)       | В. Артем'єв (ЛМ)                | Ковальов (ЛМ)         | Апухтін (Ц)          | Батанов (З)         | Понєдєльнік (СКА)     | Федосов (ДМ)       | Мосальов (СКА)     |
| 1960         | 1                 | Яшин (ДМ)           | Чохелі (ДТб)       | Масльонкін (СМ)    | Крутиков (СМ)       | Войнов (ДК)                     | Нетто (СМ)            | Метревелі (ТМ)       | Вал. Іванов (ТМ)    | Понєдєльнік (СКА)     | Бубукін (ЛМ)       | Месхі (ДТб)        |
| 1960         | 2                 | Маслаченко (ЛМ)     | Медакін (ТМ)       | В. Шустиков (ТМ)   | Островський (ТМ)    | Воронін (ТМ)                    | Маношин (ТМ)          | Базилевич (ДК)       | Численко (ДМ)       | Гусаров (ТМ)          | Батанов (ТМ)       | Лобановський (ДК)  |
| 1960         | 3                 | Котрікадзе (ДТб)    | В. Петров (СМ)     | Рябов (ДМ)         | Багрич (Ц)          | Чертков (СКА)                   | Шикунов (СКА)         | Апухтін (Ц)          | Серебряніков (ДК)   | Г. Смирнов (Дау)      | Хусаїнов (КС)      | О. С. Сергєєв (ТМ) |
| 1961         | 1                 | Яшин (ДМ)           | Дубинський (Ц)     | Масльонкін (СМ)    | Чохелі (ДТб)        | Воронін (ТМ)                    | Нетто (СМ)            | Метревелі (ТМ)       | Вал. Іванов (ТМ)    | Понєдєльнік (СКА)     | Мамикін (Ц)        | Месхі (ДТб)        |
| 1961         | 2                 | Маслаченко (ЛМ)     | Г. Амбарцумян (Ар) | Шестерньов (Ц)     | Островський (ТМ)    | Сабо (ДК)                       | Маношин (ТМ)          | Численко (ДМ)        | В. Амбарцумян (Ц)   | Гусаров (ТМ)          | Хусаїнов (СМ)      | Мосальов (СКА)     |
| 1961         | 3                 | Котрікадзе (ДТб)    | Данилов (З)        | В. Шустиков (ТМ)   | Крутиков (СМ)       | Г. Січінава (ДТб)               | Шикунов (СКА)         | Базилевич (ДК)       | Серебряніков (ДК)   | Каневський (ДК)       | Яманідзе (ДТб)     | Спірідонов (ЛМ)    |
| 1962         | 1                 | Яшин (ДМ)           | Дубинський (Ц)     | Масльонкін (СМ)    | Чохелі (ДТб)        | Крутиков (СМ)                   | Завідонов (З)         | Нетто (СМ)           | Метревелі (ТМ)      | Вал. Іванов (ТМ)      | Понєдєльнік (СКА)  | Месхі (ДТб)        |
| 1962         | 2                 | Маслаченко (СМ)     | Логофет (СМ)       | Рябов (ДМ)         | Шестерньов (Ц)      | Данилов (З)                     | Сабо (ДК)             | Маношин (ТМ)         | Численко (ДМ)       | Серебряніков (ДК)     | Гусаров (ТМ)       | Лобановський (ДК)  |
| 1962         | 3                 | Котрікадзе (ДТб)    | Семиглазов (Ц)     | Турянчик (ДК)      | Дикарьов (СМ)       | Багрич (Ц)                      | Г. Січінава (ДТб)     | Яманідзе (ДТб)       | Базилевич (ДК)      | Севідов (СМ)          | Каневський (ДК)    | Хусаїнов (СМ)      |
| 1963         | 1                 | Яшин (ДМ)           | Дубинський (Ц)     | Шестерньов (Ц)     | В. Шустиков (ТМ)    | Крутиков (СМ)                   | Воронін (ТМ)          | Нетто (СМ)           | Численко (ДМ)       | Вал. Іванов (ТМ)      | Понєдєльнік (СКА)  | Хусаїнов (СМ)      |
| 1963         | 2                 | Урушадзе (Ткт)      | Мудрик (ДМ)        | О. Корнєєв (СМ)    | Царьов (ДМ)         | Глотов (ДМ)                     | Вал. Маслов (ДМ)      | Короленков (ДМ)      | Базилевич (ДК)      | Мустигін (ДМн)        | Малофєєв (ДМн)     | Копаєв (СКА)       |
| 1963         | 3                 | Котрікадзе (ДТб)    | В. Пономарьов (Ц)  | Хурцилава (ДТб)    | Чохелі (ДТб)        | Данилов (З)                     | Фалін (СМ)            | Біба (ДК)            | Туаєв (Неф)         | Серебряніков (ДК)     | Гусаров (ДМ)       | Фадєєв (ДМ)        |
| 1964         | 1                 | Яшин (ДМ)           | В. Пономарьов (Ц)  | Шестерньов (Ц)     | В. Шустиков (ТМ)    | Мудрик (ДМ)                     | Воронін (ТМ)          | Яманідзе (ДТб)       | Численко (ДМ)       | Вал. Іванов (ТМ)      | Метревелі (ДТб)    | Месхі (ДТб)        |
| 1964         | 2                 | Банніков (ДК)       | Б. Січінава (ДТб)  | Анічкін (ДМ)       | О. Корнєєв (СМ)     | Сараєв (ТМ)                     | Г. Січінава (ДТб)     | Біба (ДК)            | Датунашвілі (ДТб)   | Баркая (ДТб)          | Серебряніков (ДК)  | Хусаїнов (СМ)      |
| 1964         | 3                 | Кавазашвілі (ТМ)    | Логофет (СМ)       | Соснихін (ДК)      | Зейнклішвілі (ДТб)  | Цховребов (ДТб)                 | Вал. Маслов (ДМ)      | Маношин (Ц)          | Базилевич (ДК)      | В. Федотов (Ц)        | Козаков (Ц)        | Хмельницький (Ш)   |
| 1965         | 1                 | Яшин (ДМ)           | В. Пономарьов (Ц)  | Шестерньов (Ц)     | Афонин (СКА)        | Данилов (З)                     | Воронін (ТМ)          | Сабо (ДК)            | Метревелі (ДТб)     | Копаєв (СКА)          | Стрєльцов (ТМ)     | Месхі (ДТб)        |
| 1965         | 2                 | Кавазашвілі (ТМ)    | Щегольков (ДК)     | Хурцилава (ДТб)    | Усаторре (ДМн)      | Островський (ДК)                | Біба (ДК)             | Бреднєв (ТМ)         | Численко (ДМ)       | Вал. Іванов (ТМ)      | Банишевський (Неф) | Хусаїнов (СМ)      |
| 1965         | 3                 | Банніков (ДК)       | Гетьманов (СКА)    | В. Шустиков (ТМ)   | Марушко (ТМ)        | Багрич (Ц)                      | Вал. Маслов (ДМ)      | Садирін (З)          | Базилевич (ДК)      | Малофєєв (ДМн)        | Серебряніков (ДК)  | Хмельницький (ДК)  |
| 1966         | 1                 | Яшин (ДМ)           | В. Пономарьов (Ц)  | Шестерньов (Ц)     | Турянчик (ДК)       | Данилов (З)                     | Сабо (ДК)             | Медвідь (ДК)         | Численко (ДМ)       | Бишовець (ДК)         | Біба (ДК)          | Г. Матвєєв (СКА)   |
| 1966         | 2                 | Кавазашвілі (ТМ)    | Гетьманов (СКА)    | Соснихін (ДК)      | Хурцилава (ДТб)     | Багрич (Ц)                      | Воронін (ТМ)          | Леньов (ТМ)          | Поркуян (ДК)        | Стрєльцов (ТМ)        | Банішевський (Неф) | Датунашвілі (ДТб)  |
| 1966         | 3                 | Пшеничников (Пах)   | Андреюк (ТМ)       | Афонін (СКА)       | Анічкін (ДМ)        | Островський (ДК)                | Г. Січінава (ДТб)     | Мунтян (ДК)          | Туаєв (Неф)         | Осянін (СМ)           | Копаєв (СКА)       | Хмельницький (ДК)  |
| 1967         |                   | Кавазашвілі (ТМ)    | Анічкін (ДМ)       | Зиков (ДМ)         | Соснихін (ДК)       | Цховребов (ДТб)                 | К. Асатіані (ДТб)     | Малофєєв (ДМн)       | Мунтян (ДК)         | Банишевський (Неф)    | Кох (ЛМ)           | Стрєльцов (ТМ)     |
| 1967         | Пшеничніков (Пах) | Афонін (СКА)        | Істомін (Ц)        | Турянчик (ДК)      | Шестерньов (Ц)      | Гусаров (ДМ)                    | Вал. Маслов (ДМ)      | Сабо (ДК)            | Бишовець (ДК)       | Мустигін (ДМн)        | Туаєв (Неф)        |                    |
| 1967         | Яшин (ДМ)         | Брухтій (Неф)       | Левченко (ДК)      | Хурцилава (ДТб)    | Щегольков (ДК)      | Єськов (СКА)                    | Медвідь (ДК)          | Серебряніков (ДК)    | Єврюжихін (ДМ)      | Нодія (ДТб)           | Численко (ДМ)      |                    |
| 1968         | 1                 | Яшин (ДМ)           | Афонін (Ц)         | Шестерньов (Ц)     | Хурцилава (ДТб)     | Зиков (ДМ)                      | Мунтян (ДК)           | В. Амбарцумян (СМ)   | Серебряніков (ДК)   | Метревелі (ДТб)       | Стрєльцов (ТМ)     | Хмельницький (ДК)  |
| 1968         | 2                 | Пшеничніков (Ц)     | Істомін (Ц)        | Капличний (Ц)      | Соснихін (ДК)       | Дзодзуашвілі (ДТб)              | Вал. Маслов (ДМ)      | Анічкін (ДМ)         | Малофєєв (ДМн)      | Пузач (ДК)            | Козлов (ДМ)        | Абдураїмов (Пах)   |
| 1968         | 3                 | Дегтерьов (Ш)       | Янець (ТМ)         | Круликовський (ДК) | Лисенко (Ч)         | Левченко (ДК)                   | Сахаров (ДМн)         | Леньов (ТМ)          | М. Кисельов (СМ)    | Гершкович (ТМ)        | Бишовець (ДК)      | Хусаїнов (СМ)      |
| 1969         | 1                 | Рудаков (ДК)        | Дзодзуашвілі (ДТб) | Шестерньов (Ц)     | Хурцилава (ДТб)     | Ловчев (СМ)                     | Мунтян (ДК)           | К. Асатіані (ДТб)    | Серебряніков (ДК)   | Гершкович (ТМ)        | Бишовець (ДК)      | Нодія (ДТб)        |
| 1969         | 2                 | Кавазашвілі (СМ)    | Логофет (СМ)       | Вад. Іванов (СМ)   | Капличний (Ц)       | Афонін (Ц)                      | Папаєв (СМ)           | М. Кисельов (СМ)     | Калінов (СМ)        | Пузач (ДК)            | Осянін (СМ)        | Хмельницький (ДК)  |
| 1969         | 3                 | Яшин (ДМ)           | Штапов (ДМ)        | Соснихін (ДК)      | Круликовський (ДК)  | Зиков (ДМ)                      | Єськов (СКА)          | Ларін (ДМ)           | Боговик (ДК)        | Козлов (ДМ)           | Зинченко (СКА)     | Хусаїнов (СМ)      |
| 1970         | 1                 | Банніков (ТМ)       | Істомін (Ц)        | Шестерньов (Ц)     | Капличний (Ц)       | Зиков (ДМ)                      | Мунтян (ДК)           | В. Федотов (Ц)       | Папаєв (СМ)         | Нодія (ДТб)           | Копейкін (Ц)       | Єврюжихін (ДМ)     |
| 1970         | 2                 | Кудасов (СКА)       | Дзодзуашвілі (ДТб) | Вад. Іванов (СМ)   | Вол. Смирнов (ДМ)   | Ловчев (СМ)                     | М. Кисельов (СМ)      | Калінов (СМ)         | Полікарпов (Ц)      | Ештреков (ДМ)         | Козлов (ДМ)        | Дударенко (Ц)      |
| 1970         | 3                 | Кавазашвілі (СМ)    | Логофет (СМ)       | Анічкін (ДМ)       | Хурцилава (ДТб)     | Афонін (Ц)                      | Вал. Маслов (ДМ)      | К. Асатіані (ДТб)    | Кульчицький (Кар)   | Г. Шалімов (ТМ)       | Бишовець (ДК)      | Козинкевич (Ш)     |
| 1971         | 1                 | Рудаков (ДК)        | Дзодзуашвілі (ДТб) | Шестерньов (Ц)     | Хурцилава (ДТб)     | Зиков (ДМ)                      | Долматов (Кай)        | В. Федотов (Ц)       | Колотов (ДК)        | Іштоян (Ар)           | Бишовец (ДК)       | Шевченко (Неф)     |
| 1971         | 2                 | Банніков (ТМ)       | Істомін (Ц)        | Соснихін (ДК)      | Абрамов (СМ)        | Матвієнко (ДК)                  | М. Кисельов (СМ)      | Заназанян (Ар)       | Андріасян (Ар)      | Грещак (Кар)          | Копейкін (Ц)       | Козинкевич (Ш)     |
| 1971         | 3                 | Пільгуй (ДМ)        | Серостанов (СКА)   | Пахомов (ТМ)       | Коваленко (Ар)      | Месропян (Ар)                   | Веремієв (ДК)         | Мачаїдзе (ДТб)       | Коньков (Ш)         | Пузач (ДК)            | Маркаров (Ар)      | Хмельницький (ДК)  |
| 1972         | 1                 | Рудаков (ДК)        | Дзодзуашвілі (ДТб) | Хурцилава (ДТб)    | Капличный (Ц)       | Ловчев (СМ)                     | Мунтян (ДК)           | В. Федотов (Ц)       | Колотов (ДК)        | Гуцаєв (ДТб)          | Пузач (ДК)         | Блохін (ДК)        |
| 1972         | 2                 | Пільгуй (ДМ)        | Доценко (ДК)       | Журавльов (Зоря)   | Ольшанський (СМ)    | Істомін (Ц)                     | В. В. Кузнецов (Зоря) | В'яч. Семенов (Зоря) | Папаєв (СМ)         | Ю. Смирнов (ТМ)       | Нодія (ДТб)        | Онищенко (Зоря)    |
| 1972         | 3                 | Банніков (ТМ)       | Серостанов (СКА)   | Звягінцев (Ц)      | Фоменко (ДК)        | Загуменних (З)                  | Мачаїдзе (ДТб)        | Веремієв (ДК)        | Васенін (Зоря)      | Чесноков (ЛМ)         | Зінченко (З)       | Хромченков (З)     |
| 1973         | 1                 | Пільгуй (ДМ)        | Дзодзуашвілі (ДТб) | Хурцилава (ДТб)    | Капличний (Ц)       | Ловчев (СМ)                     | Мунтян (ДК)           | В. Федотов (Ц)       | Андріасян (Ар)      | Іштоян (Ар)           | Кожемякин (ДМ)     | Блохін (ДК)        |
| 1973         | 2                 | Абрамян (Ар)        | Мартиросян (Ар)    | Ольшанський (СМ)   | Фоменко (ДК)        | Матвієнко (ДК)                  | Долматов (ДМ)         | Заназанян (Ар)       | Мачаїдзе (ДТб)      | Онищенко (Зоря)       | Маркаров (Ар)      | Єврюжихін (ДМ)     |
| 1973         | 3                 | Рудаков (ДК)        | Басалаєв (ДМ)      | Звягінцев (Ш)      | Коваленко (Ар)      | Месропян (Ар)                   | Веремієв (ДК)         | Коньков (Ш)          | Колотов (ДК)        | Васін (Ш)             | Нодія (ДТб)        | Кіпіані (ДТб)      |
| 1974         | 1                 | О. В. Прохоров (СМ) | Трошкін (ДК)       | Фоменко (ДК)       | Ольшанський (СМ)    | Матвієнко (ДК)                  | Веремієв (ДК)         | Колотов (ДК)         | Андріасян (Ар)      | Онищенко (ДК)         | Ніконов (ТМ)       | Блохін (ДК)        |
| 1974         | 2                 | Рудаков (ДК)        | Логофет (СМ)       | Осянін (СМ)        | Худієв (ТМ)         | Бутурлакин (ТМ)                 | В. В. Кузнецов (Зоря) | Мачаїдзе (ДТб)       | Ловчев (СМ)         | Чесноков (ЛМ)         | В. Федоров (Пах)   | Хадзіпанагіс (Пах) |
| 1974         | 3                 | Пільгуй (ДМ)        | Дзодзуашвілі (ДТб) | Звягінцев (Ш)      | Нікулін (ДМ)        | Високих (Ц)                     | Мінаєв (СМ)           | Заназанян (Ар)       | Ан (Пах)            | Іштоян (Ар)           | Павленко (ДМ)      | Козачонок (З)      |
| 1975         | 1                 | О. В. Прохоров (СМ) | Трошкін (ДК)       | Звягінцев (Ш)      | Фоменко (ДК)        | Ловчев (СМ)                     | Мунтян (ДК)           | Коньков (ДК)         | Колотов (ДК)        | Онищенко (ДК)         | Веремієв (ДК)      | Блохін (ДК)        |
| 1975         | 2                 | Астаповський (Ц)    | Круглов (ТМ)       | Осянін (СМ)        | Решко (ДК)          | Матвієнко (ДК)                  | Буряк (ДК)            | Сахаров (ТМ)         | Андріасян (Ар)      | Мінаєв (СМ)           | Копейкін (Ц)       | Максименков (ТМ)   |
| 1975         | 3                 | Рудаков (ДК)        | Нікулін (ДМ)       | Мірзоян (Ар)       | Горбунов (Ш)        | Маховиков (ДМ)                  | Маркаров (Ар)         | Старухін (Ш)         | Соколовський (Ш)    | Петросян (Ар)         | Кіпіані (ДТб)      | Філатов (ТМ)       |
| (в) 1976 (о) | 1                 | Астаповський (Ц)    | Круглов (ТМ)       | Фоменко (ДК)       | Ольшанський (Ц)     | Хінчагашвілі (ДТб)              | Мінаєв (ДМ)           | Коньков (ДК)         | Веремієв (ДК)       | Колотов (ДК)          | Онищенко (ДК)      | Блохін (ДК)        |
| (в) 1976 (о) | 2                 | Гонтар (ДМ)         | Трошкін (ДК)       | Швецов (Ц)         | Горбунов (Ш)        | Матвієнко (ДК)                  | Буряк (ДК)            | Сахаров (ТМ)         | Тарханов (Ц)        | Кіпіані (ДТб)         | Маркін (З)         | Гуцаєв (ДТб)       |
| (в) 1976 (о) | 3                 | Дегтерьов (Ш)       | Паров (ДМ)         | Вол. Голубєв (З)   | Пригода (ТМ)        | Бутурлакін (ТМ)                 | Петросян (Ар)         | Максименков (ДМ)     | Ловчев (СМ)         | Мачаїдзе (ДТб)        | Чесноков (Ц)       | В. Федоров (Пах)   |
| 1977         | 1                 | Дегтерьов (Ш)       | Пригода (ТМ)       | Бубнов (ДМ)        | Хінчагашвілі (ДТб)  | Маховиков (ДМ)                  | Буряк (ДК)            | Коньков (ДК)         | Кіпіані (ДТб)       | Веремієв (ДК)         | Чесноков (Ц)       | Блохін (ДК)        |
| 1977         | 2                 | Пільгуй (ДМ)        | Костава (ДТб)      | Фоменко (ДК)       | Жупіков (ТМ)        | Муджірі (ДТб)                   | Мінаєв (ДМ)           | Безсонов (ДК)        | Колотов (ДК)        | Філатов (ТМ)          | Гуцаєв (ДТб)       | Челебадзе (ДТб)    |
| 1977         | 3                 | Юрковський (ДК)     | Паров (ДМ)         | Вол. Голубєв (З)   | Кантеладзе (ДТб)    | Бутурлакін (ТМ)                 | Мачаїдзе (ДТб)        | Юрін (ТМ)            | Сахаров (ТМ)        | О. Бережний (ДК)      | Онищенко (ДК)      | Шенгелія (ДТб)     |
| 1978         | 1                 | Гогія (ДТб)         | Костава (ДТб)      | Бубнов (ДМ)        | Коньков (ДК)        | Маховиков (ДМ)                  | О. Бережний (ДК)      | Мачаїдзе (ДТб)       | Безсонов (ДК)       | Гуцаєв (ДТб)          | Кіпіані (ДТб)      | Блохін (ДК)        |
| 1978         | 2                 | Роменський (Ч)      | Пригода (ТМ)       | Балтача (ДК)       | Жупиков (ТМ)        | Романцев (СМ)                   | Дараселія (ДТб)       | Ан (Пах)             | Максименков (ТМ)    | Ярцев (СМ)            | Газзаєв (ЛМ)       | Шенгелія (ДТб)     |
| 1978         | 3                 | Дегтерьов (Ш)       | Бокий (ДМ)         | Лещук (Ч)          | Кантеладзе (ДТб)    | Кондратов (Ш)                   | Тарханов (Ц)          | Буряк (ДК)           | Шавло (СМ)          | Латиш (Ш)             | Гаврилов (СМ)      | Клементьєв (З)     |
| 1979         | 1                 | Дасаєв (СМ)         | Лозинський (ДК)    | Хідіятуллін (СМ)   | Чивадзе (ДТб)       | Романцев (СМ)                   | Буряк (ДК)            | Мачаїдзе (ДТб)       | Безсонов (ДК)       | Гуцаєв (ДТб)          | Гаврилов (СМ)      | Блохін (ДК)        |
| 1979         | 2                 | Габелія (ДТб)       | Давидов (З)        | Коньков (ДК)       | Хачатрян (Ар)       | Маховиков (ДМ)                  | Дараселія (ДТб)       | Оганесян (Ар)        | Шавло (СМ)          | Андрєєв (СКА)         | Старухін (Ш)       | Шенгелія (ДТб)     |
| 1979         | 3                 | Дегтерьов (Ш)       | О. Родін (Кар)     | Хінчагашвілі (ДТб) | Шавейко (ДМн)       | Дем'яненко (ДК)                 | Федоренко (Ш)         | Веремієв (ДК)        | Максименков (ДМ)    | Роговський (Ш)        | Кіпіані (ДТб)      | Козачонок (З)      |
| 1980         | 1                 | Дасаєв (СМ)         | Сулаквелідзе (ДТб) | Чивадзе (ДТб)      | Хідіятуллін (СМ)    | Романцев (СМ)                   | Буряк (ДК)            | Безсонов (ДК)        | Оганесян (Ар)       | Андрєєв (СКА)         | Гаврилов (СМ)      | Блохін (ДК)        |
| 1980         | 2                 | Роменський (ДК)     | Лозинський (ДК)    | Балтача (ДК)       | Коньков (ДК)        | Дем'яненко (ДК)                 | Черенков (СМ)         | Шавло (СМ)           | Веремієв (ДК)       | Хапсаліс (ДК)         | Кіпіані (ДТб)      | Шенгелія (ДТб)     |
| 1980         | 3                 | Вік. Чанов (Ш)      | Янушевський (ДМн)  | Мірзоян (СМ)       | Хінчагашвілі (ДТб)  | Швецов (Ц)                      | Дараселія (ДТб)       | Тарханов (Ц)         | Баль (Кар)          | Герасимов (З)         | Желудков (З)       | Козачонок (З)      |
| 1981         | 1                 | Дасаєв (СМ)         | Сулаквелідзе (ДТб) | Чивадзе (ДТб)      | Балтача (ДК)        | Дем'яненко (ДК)                 | Буряк (ДК)            | Безсонов (ДК)        | Дараселія (ДТб)     | Шенгелія (ДТб)        | Гаврилов (СМ)      | Блохін (ДК)        |
| 1981         | 2                 | В'яч. Чанов (ТМ)    | Боровський (ДМн)   | Коньков (ДК)       | Хінчагашвілі (ДТб)  | Романцев (СМ)                   | Баль (ДК)             | Суслопаров (ТМ)      | Веремієв (ДК)       | Гуцаєв (ДТб)          | Кіпіані (ДТб)      | Газзаєв (ДМ)       |
| 1981         | 3                 | Вік. Чанов (Ш)      | Лозинський (ДК)    | Хізанішвілі (ДТб)  | Хідіятуллін (Ц)     | Тавадзе (ДТб)                   | Черенков (СМ)         | Шавло (СМ)           | Гесс (СМ)           | Андрєєв (СКА)         | Оганесян (Ар)      | С. Родіонов (СМ)   |
| 1982         | 1                 | Дасаєв (СМ)         | Боровський (ДМн)   | Чивадзе (ДТб)      | Балтача (ДК)        | Дем'яненко (ДК)                 | Буряк (ДК)            | Безсонов (ДК)        | Прокопенко (ДМн)    | Гуринович (ДМн)       | Оганесян (Ар)      | Блохін (ДК)        |
| 1982         | 2                 | В'яч. Чанов (ТМ)    | Лозинський (ДК)    | Олефіренко (ДК)    | Романцев (СМ)       | Курненін (ДМн)                  | Черенков (СМ)         | Пудишев (ДМн)        | Баль (ДК)           | Євтушенко (ДК)        | Якубик (Пах)       | С. Родіонов (СМ)   |
| 1982         | 3                 | Вік. Чанов (ДК)     | Хізанішвілі (ДТб)  | Янушевський (ДМн)  | Алейніков (ДМн)     | Давидов (З)                     | Соколовський (Ш)      | Шавло (СМ)           | Дараселія (ДТб)     | Цаава (ДТб)           | Тарханов (Ц)       | Василевський (ДМн) |
| 1983         | 1                 | Дасаєв (СМ)         | Сочнов (СМ)        | Чивадзе (ДТб)      | Балтача (ДК)        | Дем'яненко (ДК)                 | Черенков (СМ)         | Алейніков (ДМн)      | Оганесян (Ар)       | Гуринович (ДМн)       | Гаврилов (СМ)      | С. Родіонов (СМ)   |
| 1983         | 2                 | Юркус (Ж)           | М. Ларіонов (З)    | Боровський (ДМн)   | Каспаравічюс (Ж)    | Курненін (ДМн)                  | Гоцманов (ДМн)        | Соколовський (Ш)     | В. М. Кузнецов (Дн) | Грачов (Ш)            | Тарханов (Ц)       | Блохін (ДК)        |
| 1983         | 3                 | В'яч. Чанов (ТМ)    | В. Шишкін (ДМн)    | Жупіков (ТМ)       | Базулев (СМ)        | Булгаков (Ц)                    | Литовченко (Дн)       | Мельников (З)        | Зигмантович (ДМн)   | Протасов (Дн)         | Якубаускас (Ж)     | Таран (Дн)         |
| 1984         | 1                 | Бірюков (З)         | Сулаквелідзе (ДТб) | Чивадзе (ДТб)      | Балтача (ДК)        | Дем'яненко (ДК)                 | Гоцманов (ДМн)        | Литовченко (Дн)      | Шавло (СМ)          | Протасов (Дн)         | Гаврилов (СМ)      | С. Родіонов (СМ)   |
| 1984         | 2                 | Дасаєв (СМ)         | Сочнов (СМ)        | Боровський (ДМн)   | Г. Морозов (СМ)     | Поздняков (СМ)                  | Брошін (З)            | Алейніков (ДМн)      | Зигмантович (ДМн)   | Грачов (Ш)            | Андрєєв (СКА)      | Блохін (ДК)        |
| 1984         | 3                 | Краковський (Дн)    | М. Ларіонов (З)    | Бубнов (СМ)        | О. Степанов (З)     | Курненін (ДМн)                  | Черенков (СМ)         | Желудков (З)         | В. М. Кузнецов (Дн) | Воробйов (СКА)        | Пехлеваніді (Кай)  | Клементьєв (З)     |
| 1985         | 1                 | Дасаєв (СМ)         | Г. Морозов (СМ)    | Балтача (ДК)       | Б. Я. Кузнецов (СМ) | Дем'яненко (ДК)                 | Гоцманов (ДМн)        | Безсонов (ДК)        | Черенков (СМ)       | Протасов (Дн)         | Заваров (ДК)       | Блохін (ДК)        |
| 1985         | 2                 | Михайлов (ДК)       | М. Ларіонов (З)    | Чивадзе (ДТб)      | О. Кузнецов (ДК)    | Поздняков (ДМ)                  | Литовченко (Дн)       | Алейніков (ДМн)      | Рац (ДК)            | Дмитрієв (З)          | Гаврилов (СМ)      | Кондратьєв (ДМн)   |
| 1985         | 3                 | Краковський (Дн)    | Сочнов (СМ)        | Бубнов (СМ)        | Пучков (Дн)         | Яноніс (Ж)                      | Яремчук (ДК)          | Волгін (Кай)         | Зигмантович (ДМн)   | Бєланов (ДК)          | Пасулько (Ч)       | С. Родіонов (СМ)   |
| 1986         | 1                 | Дасаєв (СМ)         | Безсонов (ДК)      | Чивадзе (ДТб)      | О. Кузнецов (ДК)    | Дем'яненко (ДК)                 | Яремчук (ДК)          | Рац (ДК)             | Яковенко (ДК)       | Бєланов (ДК)          | Заваров (ДК)       | Блохін (ДК)        |
| 1986         | 2                 | Вік. Чанов (ДК)     | Сулаквелідзе (ДТб) | Балтача (ДК)       | Б. Я. Кузнецов (СМ) | Поздняков (СМ)                  | Алейніков (ДМн)       | Гоцманов (ДМн)       | Хідіятуллін (СМ)    | Ю. Савичев (ТМ)       | Бородюк (ДМ)       | С. Родіонов (СМ)   |
| 1986         | 3                 | Харін (ТМ)          | Лосєв (ДМ)         | Пригода (ТМ)       | Яноніс (Ж)          | Г. Морозов (СМ)                 | Євтушенко (ДК)        | Каратаєв (ДМ)        | Добровольський (ДМ) | Дмитрієв (З)          | Протасов (Дн)      | М. Ахмедов (Неф)   |
| 1987         | 1                 | Дасаєв (СМ)         | Безсонов (ДК)      | Хідіятуллін (СМ)   | О. Кузнецов (ДК)    | Яровенко (Кай)                  | Черенков (СМ)         | Алейніков (ДМн)      | Добровольський (ДМ) | Протасов (Дн)         | Заваров (ДК)       | С. Родіонов (СМ)   |
| 1987         | 2                 | Харін (ТМ)          | Лосєв (ДМ)         | Сукрістов (Ж)      | Суслопаров (СМ)     | Чередник (Дн)                   | Литовченко (Дн)       | Пасулько (СМ)        | Гоцманов (ДМн)      | Баранаускас (Ж)       | Михайличенко (ДК)  | Нарбековас (Ж)     |
| 1987         | 3                 | Жидков (Неф)        | Башкиров (Дн)      | Пригода (ТМ)       | Яноніс (Ж)          | Якубаускас (Ж)                  | Яковенко (ДК)         | В. Тищенко (Дн)      | Рац (ДК)            | Бєланов (ДК)          | Ю. Савичев (ТМ)    | Кондратьєв (ДМн)   |
| 1988         | 1                 | Дасаєв (СМ)         | Горлукович (ЛМ)    | Хідіятуллін (СМ)   | О. Кузнецов (ДК)    | Дем'яненко (ДК)                 | Литовченко (ДК)       | Алейніков (ДМн)      | Добровольський (ДМ) | Михайличенко (ДК)     | Заваров (ДК)       | Протасов (ДК)      |
| 1988         | 2                 | Вік. Чанов (ДК)     | Лосєв (ДМ)         | Вишневський (Дн)   | Зигмантович (ДМн)   | Чередник (Дн)                   | Є. Кузнецов (СМ)      | Ширинбеков (ТМ)      | Рац (ДК)            | Ю. Савичев (ТМ)       | Черенков (СМ)      | Лютий (Дн)         |
| 1988         | 3                 | Харін (ДМ)          | Безсонов (ДК)      | Роговськой (ТМ)    | Пучков (Дн)         | Кеташвілі (ДТб)                 | М. Савичев (ТМ)       | Багмут (Дн)          | Нарбековас (Ж)      | Бородюк (ДМ)          | Шахов (Дн)         | Бєланов (ДК)       |
| 1989         | 1                 | Черчесов (СМ)       | Безсонов (ДК)      | Баль (ДК)          | О. Кузнецов (ДК)    | Горлукович (ЛМ)                 | Михайличенко (ДК)     | Литовченко (ДК)      | Черенков (СМ)       | Добровольський (ДМ)   | Протасов (ДК)      | С. Родіонов (СМ)   |
| 1989         | 2                 | Харін (ДМ)          | Кеташвілі (ДТб)    | Сидельников (Дн)   | Зигмантович (ДМн)   | Шматоваленко (ДК)               | Багмут (Дн)           | Є. Кузнецов (СМ)     | Татарчук (Ц)        | Яремчук (ДК)          | Шмаров (СМ)        | Коливанов (ДМ)     |
| 1989         | 3                 | Вік. Чанов (ДК)     | Лужний (ДК)        | Цвейба (ДТб)       | Г. Морозов (СМ)     | Кульков (СМ)                    | В. Тищенко (Дн)       | Іванаускас (Ж)       | І. Шалімов (СМ)     | Кудрицький (Дн)       | Кір'яков (ДМ)      | Лютий (Дн)         |
| 1990         | 1                 | Уваров (ДМ)         | Кульков (СМ)       | Чернишов (ДМ)      | Поздняков (СМ)      | О. Кузнецов (ДК)                | Канчельскіс (Ш)       | Михайличенко (ДК)    | І. Шалімов (СМ)     | Добровольський (ДМ)   | Мостовий (СМ)      | Юран (ДК)          |
| 1990         | 2                 | Черчесов (СМ)       | Галямін (Ц)        | Цвейба (ДК)        | Шматоваленко (ДК)   | Сідельніков (Дн)                | Перепаденко (СМ)      | Д. Кузнецов (Ц)      | Брошин (Ц)          | Литовченко (ДК)       | Протасов (ДК)      | Коливанов (ДМ)     |
| 1990         | 3                 | В. Саричев (ТМ)     | Юдін (Дн)          | Роговськой (ТМ)    | Полукаров (ТМ)      | Фокін (Ц)                       | Кудрицький (Дн)       | Кобелєв (ДМ)         | М. Савичев (ТМ)     | Татарчук (Ц)          | Тішков (ТМ)        | Шмаров (СМ)        |
| 1991         | 1                 | Черчесов (СМ)       | Галямін (Ц)        | Чернишов (ДМ)      | Кульков (СМ)        | Цвейба (ДК)                     | І. Корнєєв (Ц)        | Мостовий (СМ)        | Д. Кузнецов (Ц)     | І. Шалімов (СМ)       | Юран (ДК)          | Коливанов (ДМ)     |
| 1991         | 2                 | Харін (Ц)           | Полукаров (ТМ)     | Нікіфоров (Ч)      | Колотовкін (Ц)      | Третяк (Ч)                      | Перепаденко (СМ)      | Татарчук (Ц)         | Кобелєв (ДМ)        | Дм. Попов (СМ)        | Радченко (СМ)      | Тішков (ТМ)        |
| 1991         | 3                 | Єрьомін (Ц)         | Лужний (ДК)        | Рахімов (Пам)      | Шматоваленко (ДК)   | А. В. Саркисян (Ар)             | Агашков (ТМ)          | Тетрадзе (ДМ)        | Пятницький (Пах)    | Брошин (Ц)            | Кір'яков (ДМ)      | О. В. Сергєєв (Ц)  |

### Таблиця за клубами
Не враховано 1926, 1928, 1930, 1933, 1938 і 1953 роки
| #   | Клуб                     | Усього | № 1 | № 2 | № 3 | 1967 |
| --- | ------------------------ | ------ | --- | --- | --- | ---- |
| 1.  | Динамо (Київ)            | 252    | 116 | 69  | 58  | 9    |
| 2.  | Спартак (Москва)         | 226    | 96  | 77  | 53  | -    |
| 3.  | Динамо (Москва)          | 176    | 52  | 68  | 49  | 7    |
| 4.  | ЦСКА (Москва)            | 142    | 56  | 46  | 38  | 2    |
| 5.  | Динамо (Тбілісі)         | 142    | 49  | 38  | 51  | 4    |
| 6.  | Торпедо (Москва)         | 123    | 33  | 49  | 39  | 2    |
| 7.  | Зеніт (Ленінград)        | 44     | 8   | 11  | 25  | -    |
| 8.  | Динамо (Мінськ)          | 43     | 9   | 20  | 12  | 2    |
| 9.  | Шахтар (Донецьк)         | 35     | 3   | 7   | 25  | -    |
| 10. | Дніпро (Дніпропетровськ) | 32     | 4   | 10  | 18  | -    |
| 11. | СКА (Ростов-на-Дону)     | 30     | 8   | 6   | 14  | 2    |
| 12. | Арарат (Єреван)          | 30     | 7   | 10  | 13  | -    |
| 13. | Локомотив (Москва)       | 28     | 5   | 7   | 15  | 1    |
| 14. | Жальгіріс (Вільнюс)      | 12     | 0   | 5   | 7   | -    |
| 15. | ВПС (Москва)             | 10     | 1   | 6   | 3   | -    |

| #     | Клуб                   | Усього | № 1 | № 2 | № 3 | 1967 |
| ----- | ---------------------- | ------ | --- | --- | --- | ---- |
| 16.   | Нефтчі (Баку)          | 10     | 1   | 2   | 4   | 3    |
| 17.   | Пахтакор (Ташкент)     | 10     | 0   | 5   | 4   | 1    |
| 18.   | Крила Рад (Куйбишев)   | 9      | 1   | 2   | 6   | -    |
| 19.   | Зоря (Ворошиловград)   | 7      | 0   | 6   | 1   | -    |
| 20.   | Чорноморець (Одеса)    | 6      | 0   | 3   | 3   | -    |
| 21.   | Кайрат (Алма-Ата)      | 4      | 2   | 0   | 2   | -    |
| 22.   | Команда міста Калініна | 4      | 0   | 2   | 2   | -    |
| 23.   | Карпати (Львів)        | 4      | 0   | 1   | 3   | -    |
| 24    | Локомотив (Харків)     | 2      | 0   | 0   | 2   | -    |
| 25.   | Торпедо (Кутаїсі)      | 1      | 0   | 1   | 0   | -    |
| 26.   | Даугава (Рига)         | 1      | 0   | 0   | 1   | -    |
|       | Молдова (Кишинів)      | 1      | 0   | 0   | 1   | -    |
|       | Памір (Душанбе)        | 1      | 0   | 0   | 1   | -    |
|       | Торпедо (Сталінград)   | 1      | 0   | 0   | 1   | -    |
| Разом | Разом                  | 1320   | 429 | 429 | 429 | 33   |

### Гравці-рекордсмени
Список гравців, що найбільше число разів входили у списки 33-х найкращих футболістів сезону в СРСР.
| #   | Гравець               | Усього (роки)             | № 1 | № 2 | № 3 | 1967 | Клуби                        |
| --- | --------------------- | ------------------------- | --- | --- | --- | ---- | ---------------------------- |
| 1.  | Лев Яшин              | 16 (1953-1969)            | 13  | 1   | 1   | 1    | Динамо М (16)                |
| 2.  | Олег Блохін           | 15 (1972-1986)            | 13  | 2   | —   | —    | Динамо К (15)                |
| 3.  | Ігор Нетто            | 13 (1950-1963)            | 12  | 1   | —   | —    | Спартак М (13)               |
| 4.  | Валентин Іванов       | 12 (1953-1965)            | 9   | 3   | —   | —    | Торпедо М (12)               |
| 5.  | Володимир Безсонов    | 11 (1977-82, 1985-89)     | 9   | 1   | 1   | —    | Динамо К (11)                |
| 6.  | Альберт Шестерньов    | 11 (1961-1971)            | 8   | 2   | —   | 1    | ЦСКА (11)                    |
| 5.  | Рінат Дасаєв          | 10 (1979-1988)            | 9   | 1   | —   | —    | Спартак М (10)               |
| 8.  | Муртаз Хурцилава      | 10 (1963, 1965-73)        | 5   | 2   | 2   | 1    | Динамо Тб (10)               |
| 9.  | Володимир Веремієв    | 10 (1971-7, 1979-81)      | 4   | 2   | 4   | —    | Динамо К (10)                |
| 10. | Слава Метревелі       | 9 (1957-62, 1964-5, 1968) | 8   | 1   | —   | —    | Торпедо М (6), Динамо Тб (3) |
| 11. | Анатолій Дем'яненко   | 9 (1979-86, 1988)         | 7   | 1   | 1   | —    | Динамо К (9)                 |
| 12. | Анатолій Коньков      | 9 (1971, 1973, 1975-81)   | 4   | 3   | 2   | —    | Динамо К (7), Шахтар Дц (2)  |
| 13. | Федір Черенков        | 9 (1980-5, 1987-9)        | 4   | 3   | 2   | —    | Спартак М (9)                |
| 14. | Сергій Сальников      | 9 (1948-51, 1953-8)       | 4   | 2   | 3   | —    | Спартак М (6), Динамо М (3)  |
| 15. | Віктор Серебряніков   | 9 (1960-5, 1967-9)        | 2   | 3   | 3   | 1    | Динамо К (9)                 |
| 16. | Костянтин Крижевський | 9 (1949-51, 1953-9)       | 1   | 7   | 1   | —    | ВПС (3), Динамо М (6)        |

### Родичі й однофамільці
Серед найкращих футболістів СРСР, що потрапили в списки
- Амбарцумян: В'ячеслав (1961, 1968) і Григорій (1961)
- Артем'єви: батько Сергій (1938) і син Віталій (1955, 1956, 1959)
- Бєляєви: Володимир (1957, 1958) і Юрій (1956)
- Бережні: Олександр (1977, 1978) і Віктор (1938)
- Блінкови: брати Володимир (1928) і Костянтин (1928) і син Костянтина — Всеволод (1948, 1949)
- Голубєви: Віталій (1952) і Володимир (1976, 1977)
- Григор'єви: Петро (1926, 1928, 1930) і Тарас (1928)
- Дементьєви: брати Микола (1938, 1948-1950) і Петро (1933)
- Іванови: Олександр (1951-1953), Вадим (1968, 1969), Валентин (1953, 1955-1965), Г. (1928), Леонід (1949-1953), Петро (1949) і Сергій (1928, 1930, 1933)
- Ільїни: Анатолій Олексійович (1952, 1953), Анатолій Михайлович (1952, 1953, 1955-1959), Володимир (1954), Микола (1938) і Сергій (1930, 1933, 1938)
- Кисельови: Микола (1968-1971) і Петро (1938)
- Корнєєви: Олексій (1963, 1964) і Ігор (1991)
- Корнілови: А. (1928, 1930), Володимир (1952) і Павло (1938)
- Кузнецови: Борис Дмитрович (1953, 1955-1959), Борис Ярославович (1985, 1986), Віктор Васильович (1972, 1974), Віктор Михайлович (1983, 1984), Дмитро (1990, 1991), Євген (1988, 1989), Олег (1985-1990) і Юрій (1955, 1959)
- Лапшини: Олексій (1933, 1938) і Василь (1926)
- Ларіонови: Аркадій (1953) і Микола (1983-1985)
- Макарови: Олексій (1928) і Олег (1955)
- Маслови: Валерій (1963-1965, 1967, 1968, 1970) і Віктор (1938)
- Петрови: Олександр Сергійович (1948), Олександр Трохимович (1950, 1951, 1955-1957) і Володимир (1960)
- Пономарьов: Олександр (1948, 1949, 1951), а також батько Олексій (1938) і син Володимир (1963-1966)
- Попови: Дмитро (1991) і Павло (1930)
- Родіни: Михайло (1949) і Олег (1979)
- Родіонови: Анатолій (1955), Микола (1938) і Сергій (1981-1987, 1989)
- Савичеви: близнюки Микола (1988, 1990) і Юрій (1986-1988)
- Семенови: Віктор (1938), В'ячеслав (1972) і П. (1928)
- Сергєєви: Олег В'ячеславович (1991) і Олег Сергійович (1960)
- Січінава: Борис (1964) і Георгій (1961, 1962, 1964, 1966)
- Смирнови: Василь (1933), Володимир (1970), Георгій (1960) і Юрій (1972)
- Соколови: Олександр (1950, 1958, 1959), Олексій (1938), Василь (1938, 1950) і Микола (1926, 1928, 1930)
- Соловйови: В'ячеслав (1948, 1951), Леонід (1948, 1949) і Сергій (1948, 1950)
- Старостіни: брати Олександр (1928, 1930, 1933), Андрій (1930, 1933, 1938) і Микола (1928, 1930, 1933)
- Степанови: Олексій (1984) і Володимир (1938)
- Тищенки: Вадим (1987, 1989), Микола (1952, 1953, 1956) і Петро (1952)
- Федорови: Олександр (1938) і Володимир (1974, 1976)
- Федотови: батько Григорій (1938, 1948) і син Володимир (1964, 1970-1973)
- Філіппови: Іван (1928, 1930) і Петро (1926, 1928)
- Фоміни: Віктор Семенович (1952) і Віктор Трохимович (1950, 1957), а також брати Володимир (1928, 1930), Костянтин (1928, 1930, 1933) і Микола (1930, 1933)
- Чанови: брати Віктор (1980-1982, 1986, 1988, 1989) і В'ячеслав (1981-1983)
- Шалімови: Геннадій (1970) і Ігор (1989-1991)